# مارتین لی (بازیکن فوتبال)
مارتین لی (انگلیسی: Martyn Lee؛ زادهٔ ۱۰ سپتامبر ۱۹۸۰) بازیکن فوتبال اهل بریتانیا است.
از باشگاه‌هایی که در آن بازی کرده‌است می‌توان به باشگاه فوتبال میدنهد یونایتد، باشگاه فوتبال وایکام واندررز، و باشگاه فوتبال چلتنهام تاون اشاره کرد.